# Emil Julius Gumbel
Emil Julius Gumbel (ur. 1891, zm. 1966) – niemiecki matematyk, statystyk i pisarz polityczny, twórca rozkładu Gumbela.